# Telemea
A telemea tehén-, bivaly- vagy juhtejből készülő tradicionális román sajtféleség. Leginkább a görög feta sajtra hasonlít. Általában sós, zsírtartalma a bivalytejből készült változat esetében elérheti az 55%-ot is, míg víztartalma általában 40-50%. A sajtot sós vízben érlelik; ebben tartósítva akár hónapokig is eltartható.

## Gazdasági szempontok

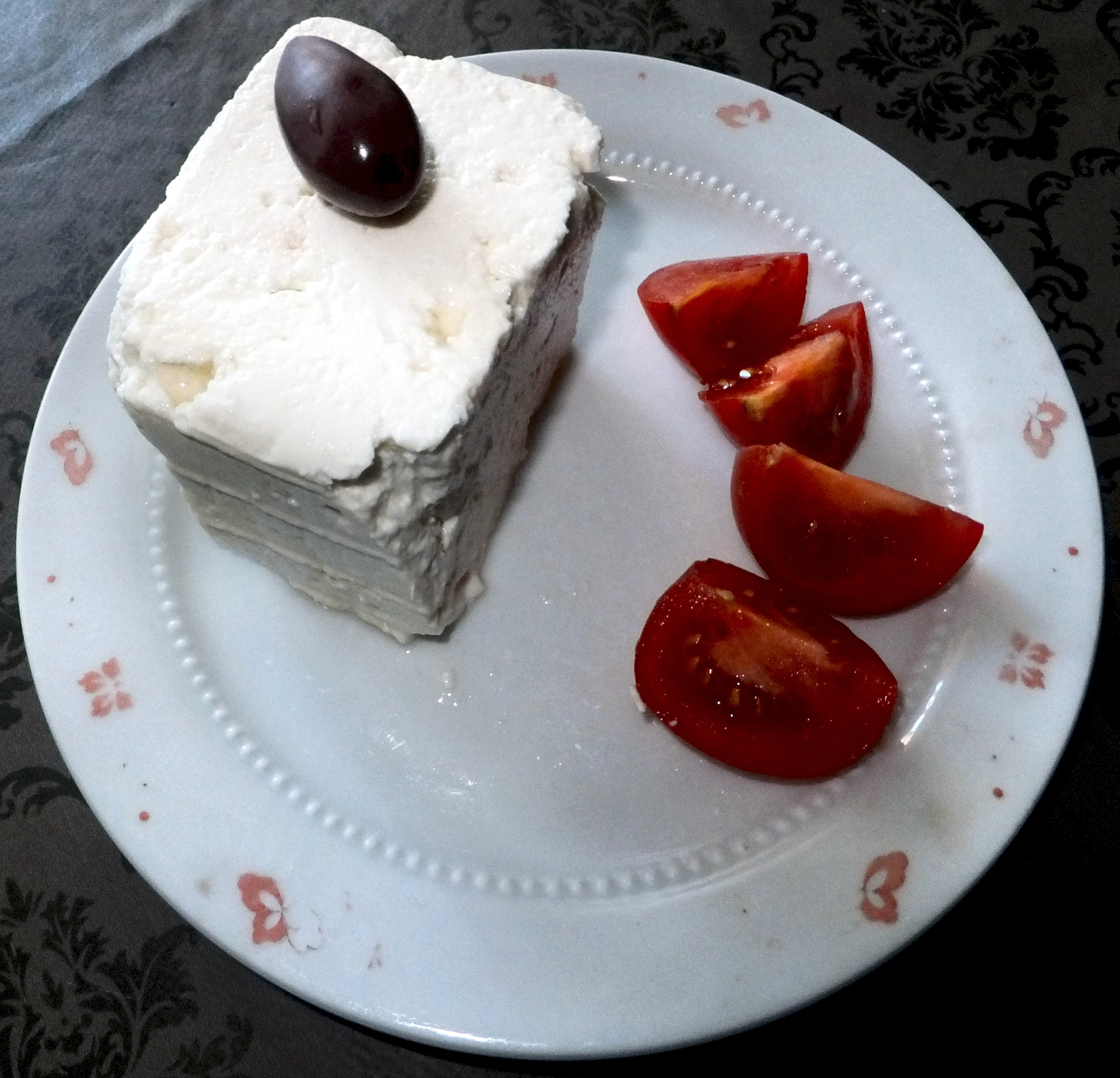
Juhtejből készült telemea

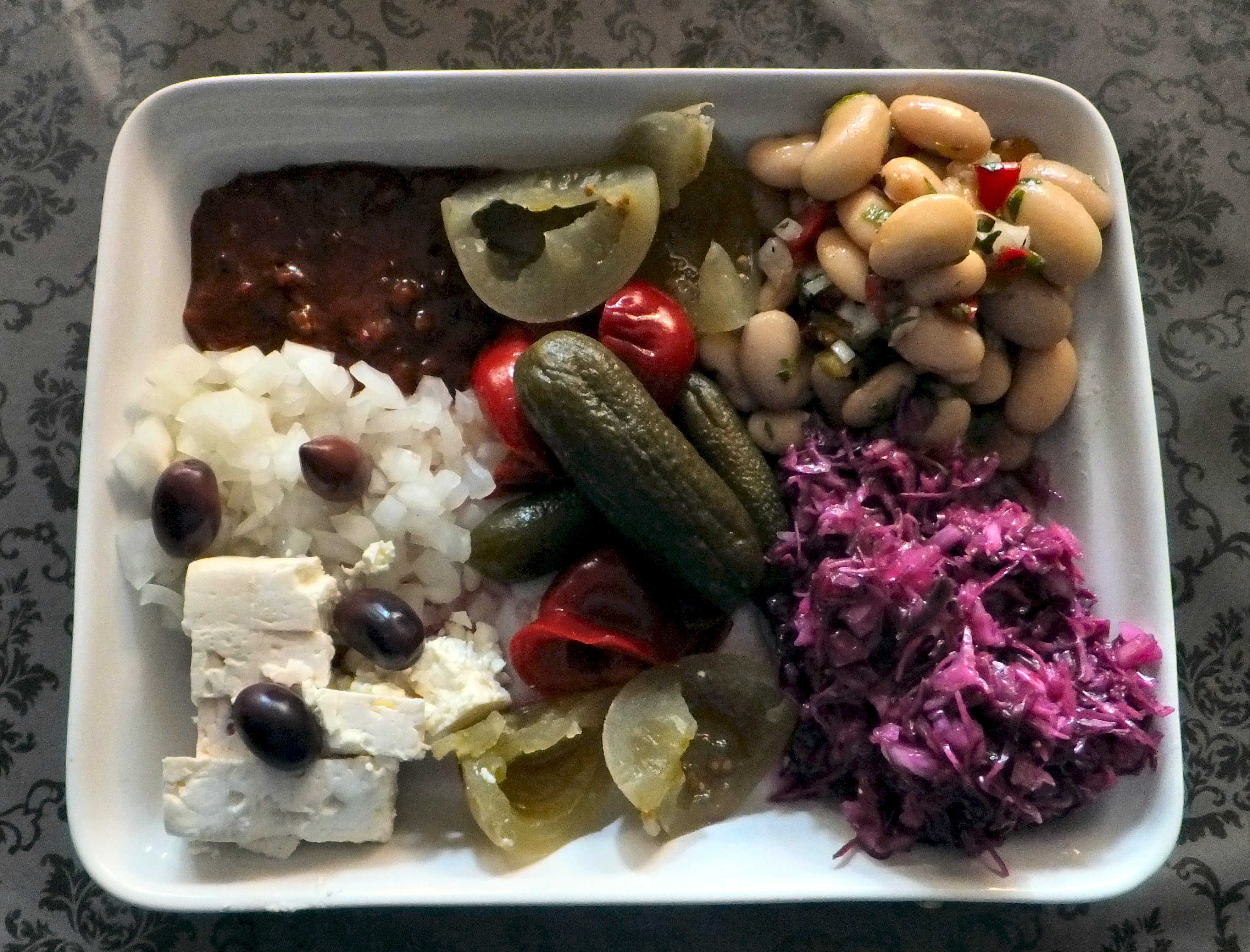
Tradicionális telemeás köret rablóhúshoz

A telemea 2005 óta védett román eredetű termék. A következő fajták lettek hivatalosan is elismerve:
- Argeși telemea
- Brassói telemea
- Nagykárolyi telemea
- Hargitai telemea
- Bánffyhunyadi telemea
- Libánfalvi telemea
- Avasi telemea
- Szebeni telemea
- Vâlceai telemea

A libánfalvi telemeát az Európai Unió hivatalosan is elismerte mint tradicionális román terméket, így az oltalom alatt álló eredetmegjelöléssel (OEM) rendelkezik.